# Веремчук Олександра Данилівна
Олександра Данилівна Веремчук (нар. 1923, село Баболоки, тепер Млинівського району Рівненської області — ?) — українська радянська діячка, помічник начальника політичного відділу Демидівської МТС Рівненської області з роботи серед жінок. Депутат Верховної Ради СРСР 3-го скликання від Рівненської області.

## Біографія
Народилася в бідній селянській родин. З юного віку наймитувала у пана Ліхницького в селі Баболоки, працювала у сільському господарстві.
У 1940 — червні 1941 року — колгоспниця, ланкова колгоспу села Баболоки Млинівського району Рівненської області. У 1941 році вступила до комсомолу.
Під час німецько-радянської війни перебувала в евакуації у Казахській РСР, працювала на будівництві.
У 1944 році повернулась до Рівненської області. Була організатором комсомольських осередків у селах Баболоки, Хрінники, Лішня, Війниця, Боремель у Млинівському та Демидівському районах Рівненщини.
Член ВКП(б).
Закінчила середню школу, у 1947—1948 роках навчалася на міжобласних партійних курсах.
Після закінчення партійних курсів — інструктор Демидівського районного комітету КП(б)У Рівненської області, інструктор Ровенського обласного комітету КП(б)У.
З 1949 року — помічник начальника політичного відділу Демидівської машинно-тракторної станції (МТС) Рівненської області з роботи серед жінок.